# 環球購物中心屏東店
環球購物中心屏東店是位於臺灣屏東縣屏東市的全客型中型購物中心，2011年7月29日動工，2012年12月15日開幕，為環球購物中心3號店，也是環球跨出新北市的首間分店，打破了太平洋百貨長期獨佔屏東地區百貨市場的局面。
總建築面積為23,100平方（249,000平方英尺），建築總樓板面積近10,000坪（包含停車場），商場樓板面積約7,000坪，營業面積約5,000坪，主力核心店有國賓影城、宜得利家居、UNIQLO。緊鄰國立屏東女子高級中學和屏東公園，並與太平洋百貨共同構成公園路百貨商圈。

## 樓層簡介
| 樓層   | 名稱       |
| ------ | ---------- |
| 6F     | 國賓影城   |
| 5F     | 饗樂生活   |
| 4F     | 光合生活   |
| 3F     | 風尚生活   |
| 2F     | 機車停車場 |
| 1F     | 自在生活   |
| B1～B3 | 汽車停車場 |